# Yōji Yamada
Yōji Yamada (jap. 山田洋次 Yamada Yōji; ur. 13 września 1931 w Osace) – japoński reżyser filmowy, znany między innymi jako twórca serii filmów Otoko wa tsurai yo. Pierwszy scenariusz napisał w 1958 r., a jako reżyser zadebiutował w 1961.
Głównym bohaterem filmów z serii Otoko wa tsurai yo (Ciężko być mężczyzną) jest Torajirō, zawsze nieszczęśliwy w miłości. Kiyoshi Atsumi odtwarzający tę rolę, zmarł w 1996 r., co uniemożliwiło kontynuowanie serii.
Yamada znany jest z reżyserii podobnych cykli filmów – wyreżyserował 4 filmy w serii Gakkō i 13 obrazów w cyklu Tsuribaka nisshi, ale nie powtórzyły one sukcesu Otoko wa tsurai yo. Przez około 25 lat powstało 48 tych filmów i we wszystkich wystąpił Atsumi. Większość z nich była wyreżyserowana przez Yamadę według jego własnych scenariuszy.

## Nagrody
Filmy Yamady czterokrotnie zdobywały nagrody Japońskiej Akademii Filmowej: Shiawase no kiiroi hankachi (jap. 幸福の黄色いハンカチ) w 1977, Musuko (jap. 息子) w 1991, Gakkō (jap. 学校 ) w 1994, a w 2003 Samuraj – Zmierzch (jap. たそがれ清兵衛 Tasogare seibei). Ostatni z wymienionych był również nominowany do Nagrody Akademii Filmowej za najlepszy film obcojęzyczny. Czterokrotnie nominowany do Złotego Niedźwiedzia na Międzynarodowym Festiwalu Filmowym w Berlinie.
Jest laureatem Nagrody Asahi za 1996 rok.